# Pueblo fon
El pueblo fon, también llamado Fon nu, Agadja o Dahomey, es un grupo étnico gbe. Constituyen el grupo étnico más grande de Benín, concentrándose particularmente en su región sur; también se les encuentra en el suroccidente de Nigeria y Togo. Su población total se estima en alrededor de 3.500.000 personas, y hablan el idioma fon, uno de los idiomas gbe.
La historia del pueblo fon está ligada al reino de Dahomey, un reino muy organizado para el siglo XVII que compartía raíces más antiguas con el pueblo adja. Antiguamente era una cultura de tradición oral y tenían un sistema religioso politeísta bien desarrollado. Comerciantes europeos de comienzos del siglo XIX los destacaron por su ejército de N'Nonmiton o amazonas de Dahomey, y que décadas más tarde se enfrentaron a las fuerzas coloniales francesas en 1890.
La mayoría de los fon viven actualmente en aldeas y pueblos pequeños en casas de adobe con techos a dos aguas de hierro corrugado.  Entre las ciudades construidas por los fon se encuentran Abomey, la capital histórica de Dahomey en lo que históricamente los europeos llamaban la Costa de los esclavos. Estas ciudades se convirtieron en importantes centros comerciales para el comercio de esclavos. Una porción significativa de las plantaciones de azúcar en las Antillas francesas, particularmente Haití y Trinidad, fueron pobladas por esclavos provenientes de la Costa de los esclavos, a través de las tierras de los pueblos ewé y fon.

## Origen

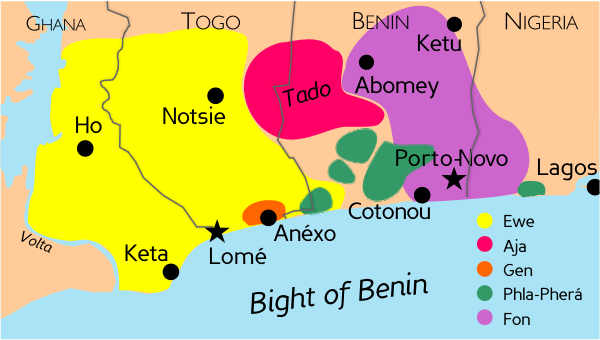
El área de lengua gbe. Mapa de los fon (morado) y otras etnias, según Capo (1998). Desde el, los fon se han concentrado en la región de Benín y la parte suroccidental de Nigeria.

El pueblo fon, al igual que otros grupos étnicos vecinos en África Occidental, se mantuvo como una sociedad de tradición oral a lo largo de la era medieval tardía, sin registros históricos antiguos. De acuerdo con estas historias y leyendas orales, el pueblo fon se originó en la actual Tado, una pequeña ciudad de Aja que ahora se encuentra cerca de la frontera entre Togo y Benín. Sus primeros gobernantes eran originalmente parte de la clase dominante en el reino Aja de Allada (llamado también reino Ardra).
El pueblo aja tuvo una gran disputa, en medio de la cual un grupo se separó y se convirtió luego en el pueblo fon, emigrando a Allada con el rey Agasu. Los hijos del rey Agasu pelearon sobre quién debería sucederlo después de su muerte, y el grupo se dividió nuevamente, esta vez el pueblo fon emigró con el hijo de Agasu, Dogbari, hacia el norte, a Abomey, donde fundaron el reino de Dahomey en algún punto alrededor de 1620 d. C. El pueblo fon se ha asentado allí desde entonces, mientras que el reino de Dahomey se expandió en el suroriente de Benín conquistando reinos vecinos.
La historia oral de los fon atribuye además los orígenes del pueblo fon a los matrimonios entre miembros de este grupo migrante Allada-nu aja del sur con los habitantes oyo-nu en los Reinos (yoruba) de la meseta. Estos yorubas eran conocidos como igede, que los ajas llamaban gedevi. La fusión de los conquistadores inmigrantes aja y los yorubas Indígenas originales de la meseta de Abomey creó así una nueva cultura, la de los fon.
Si bien estos orígenes tradicionales orales se han transmitido de generación en generación, no están exentos de controversia. No se encuentra registro de la afirmación de un origen dentro de Allada en fuentes contemporáneas antes de finales del siglo XVIII, y es probable que sea un medio para legitimar el reclamo y la conquista de Allada por parte de Dahomey en la década de 1720. Estas afirmaciones también pueden interpretarse como expresiones metafóricas de influencias culturales y políticas entre reinos en lugar de parentesco genuino.

## Historia

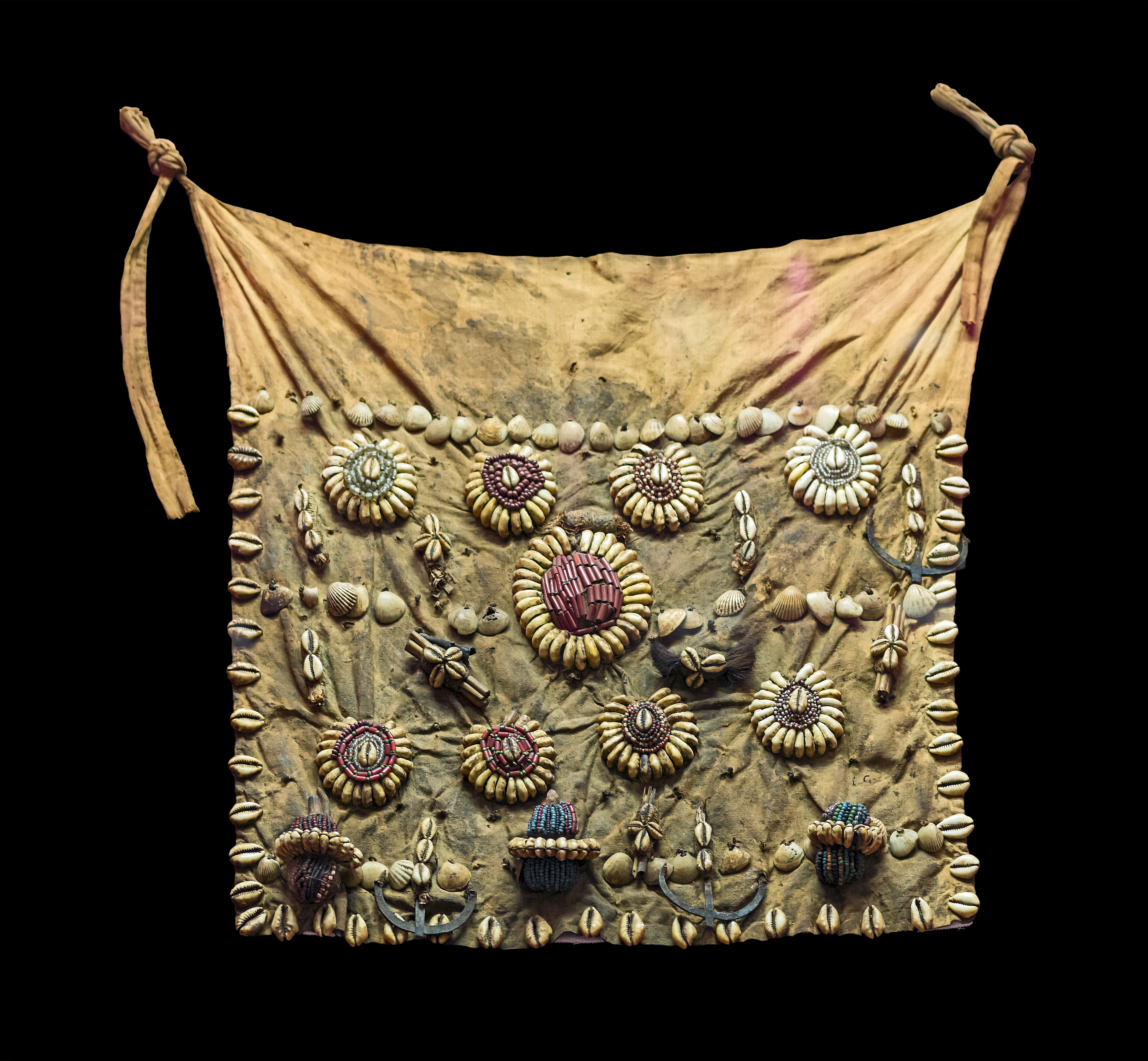
"Delantal de amazona", Dahomey, siglo XIX

Si bien las referencias y la historia documentada sobre el pueblo fon son escasas previo al siglo XVII, hay abundantes documentos sobre ellos a partir del siglo XVII, particularmente escritos por viajeros y comerciantes europeos en las costas de África Occidental. Estas memorias mencionan ciudades como Ouidah y Abomey. Entre los textos más difundidos se encuentran aquellos de Archibald Dalzel, un traficante de esclavos que en 1793 recopiló leyendas, historia y prácticas de comercio de esclavos del pueblo fon en un libro que se tituló Historia de Dahomey. Los estudiosos de la era moderna han cuestionado la objetividad y precisión de Dalzel, y el grado al cual su libro pionero sobre la gente fon fue una obra de trabajo polémico o desapasionado.
En el siglo XIX y comienzos del XX, a medida que la presencia francesa iba en aumento y luego daba inicio el período colonial en Benín y regiones cercanas, aparecieron más historias y novelas con referencias al pueblo fon, como las de Édouard Foà, o N. Savariau. El estudio antropológico de Le Herisse y M. J. Herskovits sobre el pueblo fon fue publicado en 1938.
Tales historias sugieren que el reino de Dahomey del pueblo fon se expandió a comienzos del siglo XVIII, particularmente durante el gobierno del rey Agaja hasta la década de 1740, alcanzando la costa atlántica desde su capital interior de Abomey. Durante este período, dos siglos después de que Portugal se hubiera ya asentado en las tierras del pueblo kongo en la costa atlántica de África Central en el siglo XVI, había numerosas plantaciones en la costa caribe y atlántica de América del Sur, lo que ya había creado una creciente demanda de esclavos de parte de los comerciantes europeos. El territorio expandido del reino de Dahomey estaba bien posicionado para abastecer tal comercio transatlántico y la historia del pueblo fon durante los siglos XVIII y XIX generalmente se presenta en este contexto.

### La esclavitud y el golfo de Benín
El pueblo fon desde luego no inventó la esclavitud en África, ni tenía el monopolio de la esclavitud ni la actividad exclusiva del comercio de esclavos. La institución de la esclavitud es anterior a los orígenes del pueblo fon en el reino de Aja y la creación del reino de Dahomey. De acuerdo con el historiador Herbert Klein, la región subsahariana y del Mar Rojo ya comercializaba entre 5.000 y 10.000 esclavos africanos por año entre los años 800 y 1600 E.C, siendo la mayoría de estos esclavos mujeres y niños. Según John Donnelly Fage, historiador especializado en África, una «economía esclavista se estableció generalmente en el occidente y el centro de Sudán para al menos alrededor del siglo XIV, y ciertamente se había extendido a las costas alrededor del Senegal y en la Baja Guinea para el siglo XV».
| Región                    | Total embarcado | Total desembarcado |
| ------------------------- | --------------- | ------------------ |
| África central occidental | 5.69 millones   |                    |
| Golfo de Benín            | 2.00 millones   |                    |
| Golfo de Biafra           | 1.6 millones    |                    |
| Costa del Oro             | 1.21 millones   |                    |
| Costa de Barlovento       | 0.34 millones   |                    |
| Sierra Leona              | 0.39 millones   |                    |
| Senegambia                | 0.76 millones   |                    |
| Mozambique                | 0.54 millones   |                    |
| Brasil (América del Sur)  |                 | 4.7 millones       |
| Resto de América del Sur  |                 | 0.9 millones       |
| Caribe                    |                 | 4.1 millones       |
| América del norte         |                 | 0.4 millones       |
| Europa                    |                 | 0.01 millones      |

Para el siglo XV, los gobernantes del Imperio songhai en el norte inmediato del pueblo fon, en el valle del río Níger, ya estaban utilizando miles de esclavos capturados para la agricultura. La demanda de mano de obra esclava para producir caña de azúcar, algodón, aceite de palma, tabaco y otros bienes en las plantaciones de las colonias europeas alrededor de todo el mundo creció considerablemente entre 1650 y 1850. El golfo de Benín ya transportaba esclavos a finales del siglo XVII, antes de que el pueblo fon expandiera su reino para hacerse con el control de la costa. Los gobernantes y comerciantes fon, cuyos poderes se establecieron en la costa atlántica entre los años 1700 y 1740, ingresaron a este mercado. El pueblo fon estaba dividido sobre cómo responder a la demanda de esclavos. Algunos académicos sugieren que el pueblo fon y los gobernantes de Dahomey expresaron intenciones de reducir o poner fin al comercio de esclavos, afirma Elizabeth Heath, pero la evidencia histórica afirma que la costa de Benín, incluyendo los puertos de los gobernantes de Dahomey y el pueblo fon, se convirtió en uno de los mayores exportadores de esclavos.
El reino de Dahomey, junto con los reinos vecinos de Benín y el Imperio oyo, hicieron redadas en busca de cautivos a los que vendían como esclavos transatlánticos. La competencia por cautivos, esclavos e ingresos para el gobierno entre los reinos africanos aumentó la justificación y la presión mutuas. Los cautivos fueron vendidos como esclavos a los europeos del golfo de Benín (también llamado Costa de los Esclavos), a partir del siglo XVIII y hasta el XIX. El pueblo fon fue a la vez víctima y victimario de otros grupos étnicos. Algunos cautivos provenían de las guerras, pero otros provenían de secuestros sistemáticos al interior del reino o en sus fronteras, así como de las caravanas de esclavos traídas por mercaderes provenientes del interior de África Occidental. El reino fon de Dahomey controlaba el puerto de Ouidah, desde donde numerosos barcos negreros europeos desembarcaban. No era éste el único puerto de la región y competía con los controlados por otros reinos cercanos en el golfo de Benín y el golfo de Biafra.
Personas capturadas del pueblo fon, junto con las etnias vecinas como el pueblo ewé, desembarcaron en colonias francesas para trabajar como esclavos en las plantaciones del Caribe y costas de América del Sur. Inicialmente eran llamados Whydah, que probablemente significaba «personas vendidas por Alladah». La palabra Whydah evolucionó fonéticamente al de Rada, el nombre de la comunidad africana occidental que se embarcó en barcos de esclavos desde el golfo de Benín, y ahora se encuentra en Haití, Santa Lucía, Trinidad y Tobago, las Antillas francesas y otras islas cercanas con influencia francesa. En algunos documentos coloniales del Caribe, se encuentran asimismo formas alternativas como Rara.
Los traficantes de esclavos y dueños de barcos europeos fomentaron la competencia, vendiendo armas a los reinos africanos, que pagaban con esclavos.  Los traficantes construyeron infraestructura como puertos y fuertes para fortalecer su comercio. Con todo, la trata de esclavos en el golfo de Benín pronto llegó a su fin cuando las naciones europeas y americanas aprobaron legislaciones que prohibían su participación en la trata de esclavos. La última nación de las Américas en prohibir oficialmente la trata de esclavos fue el Brasil imperial, en 1851. Cuando cesaron las exportaciones de esclavos, el rey del pueblo fon pasó a exportar productos agrícolas a Francia, en particular aceite de palma, pero usó esclavos para operar las plantaciones. Las exportaciones agrícolas no eran tan lucrativas como lo habían sido las de esclavos en el pasado. Para recuperar los ingresos del estado, arrendó los puertos de su reino a los franceses mediante un acuerdo firmado a finales del siglo XIX. Los franceses interpretaron el acuerdo como una cesión de tierras y puertos, pero el reino de Dahomey disentía. La disputa llevó a un ataque francés en 1890 y a la subsiguiente anexión del reino como colonia francesa en 1892. Este fue el comienzo del gobierno colonial para el pueblo fon.

### Era colonial francesa
El período del imperio colonial francés marcó el final de la realeza fon, si bien Francia mantuvo el sistema de plantaciones, que habían heredado de ésta. De acuerdo con el historiador Patrick Manning, la única diferencia, durante las siguientes siete décadas fue que el estado colonial francés, en lugar del antiguo rey del pueblo fon, era quien decidía ahora cómo los excedentes (ganancias) de tales plantaciones se iban a gastar. Los administradores coloniales franceses hicieron algunas mejoras de infraestructura para mejorar la rentabilidad y la logística de las plantaciones para que sirviera a los intereses coloniales franceses.
La administración colonial francesa se enfrentó a la esclavitud en Benín, prohibiendo la captura de esclavos y liberando legalmente a numerosos de ellos, pero enfrentó resistencia y luchas entre facciones de parte de antiguos dueños locales de esclavos que administraban sus granjas. La esclavitud que continuaba incluía a a aquellos que estaban relacionados por linaje, que cohabitaban dentro de las familias de la región. La aristocracia fon se adaptó a las nuevas condiciones, uniéndose a las filas de administradores en el gobierno francés.
Los administradores coloniales introdujeron impuestos nuevos (que llamaron impôt) para la gente de la colonia de Dahomey, similares a los que ya se practicaban en Francia, en todos los grupos étnicos, incluyendo el pueblo fon. La gente se resistió regularmente o simplemente se rehusó al pago de estos, lo que provocó enfrentamientos, revueltas, arrestos, penas de cárcel y trabajos forzados. Estas quejas se consolidaron en un movimiento de nacionalismo anticolonial en el que participó el pueblo fon. Francia accedió a la autonomía de Dahomey en 1958 y a su independencia total en 1960.

## Religión
Algunos fon se convirtieron al cristianismo o al islam bajo la influencia de misioneros durante la era colonial, en Benín y en las colonias de las Antillas francesas, pero muchos mantuvieron sus prácticas religiosas tradicionales. Mientras que el islam llegó a la región de Benín entre los siglos XI y XIII, el gobernante de Dahomey, Agonglo, que subió al poder en 1789, y sus seguidores de la realeza fon, adoptaron el cristianismo y dieron la bienvenida a misioneros. De acuerdo con Steven Mailloux, los misioneros intentaron integrar los viejos conceptos del pueblo fon sobre la cosmogénesis para hacerlos equivalentes al mito de Adán y Eva, y que su Legba pasara a ser el Satán cristiano, enseñanzas que llevaron al sincretismo en lugar del abandono de la religión tradicional.
El pueblo Fon, afirma Mary Turner, ha demostrado generalmente ser muy resistente al cristianismo y al islam, incluso cuando fueron llevados como esclavos en un nuevo entorno, como es evidente en la cultura afrojamaicana y otras culturas de influencia africana con vínculos con la Costa de los esclavos. En general, se han rehusado a aceptar reinterpretaciones innovadoras de las mitologías fon dentro del marco mítico abrahámico. Los sacerdotes de los fon, contrario a las expectativas de los misioneros, adoptaron y reinterpretaron los mitos abrahámicos dentro de sus propios marcos.

### Creencias tradicionales
La religión tradicional fon se llama regionalmente Vodoun, Vodzú o Vodú, que está etimológicamente vinculado a Vodún, un término que se refiere a su concepto teológico de «numerosos espíritus y deidades inmortales».
La práctica religiosa del pueblo fon tiene cuatro elementos superpuestos: dioses públicos, dioses personales o privados, espíritus ancestrales y magia o amuletos. De esta manera, la religión vudú o vodún es politeísta. Los fon tiene un concepto de un Ser Supremo femenino llamado Nana Buluku, quien dio a luz a Mawu, Lisa y creó el universo. Tras dar a luz, la madre Suprema se retiró y le dejó todo a deidades Mawu-Lisa (Luna-Sol, mujer-hombre), espíritus y universo inerte. Mawu-Lisa creó numerosas deidades imperfectas menores. En la creencia fon, la deidad femenina Mawu tuvo que trabajar con el trickster Legba y la serpiente Aido Hwedo para crear seres vivos, un método de creación que imbuyó el bien, el mal y un destino en cada criatura, incluyendo los seres humanos. Solo apaciguando a las deidades menores y a Legba, en la cosmovisión fon, es posible cambiar tal destino. Este apaciguamiento requiere rituales y ofrendas a los dioses menores y espíritus ancestrales, de quienes se cree que tienen la capacidad de hacer favores a las personas. Las casas tradicionales típicas del pueblo fon tienen un Dexoxos o santuario ancestral. Los amuletos se denominan localmente gbo, gris gris, ju ju u obeah, en incluyen hojas, hierbas, humo y se usan como ofrendas a los dioses públicos o personales de cada familia.

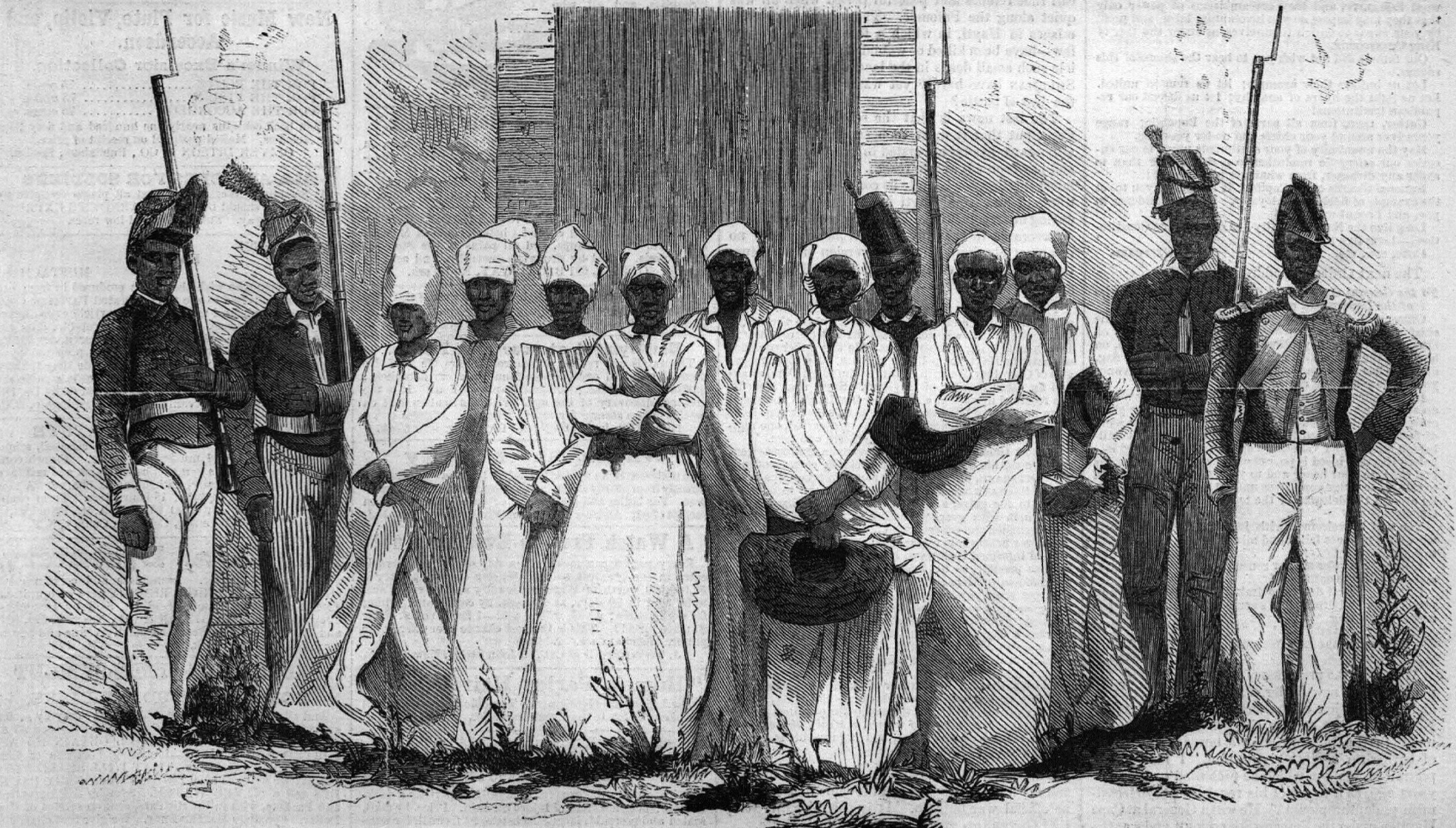
En 1864, ocho fon fueron ejecutados en Haití por acusaciones de asesinato y canibalismo del vudú. Académicos posteriores han cuestionado la falta de pruebas y si el juicio de Bizotón fue producto de prejuicios.

Si bien muchos fon se identifican como cristianos, la mayoría sigue practicando la religión tradicional de Benín, el vudú o vodún. Los fon tienen sacerdotes y médiums que reciben los espíritus con motivo de grandes fiestas. El culto a las serpientes sagradas en el templo de Whydah tuvo cierta importancia, pero finalmente cayó en desuso. La práctica puede implicar tocar los tambores para inducir la posesión por parte de uno de estos dioses o espíritus. Junto con otros grupos culturales de la región natal de los fon, como los yoruba y los bantú, la cultura fon se fusionó con las culturas francesa, portuguesa o española para producir distintas religiones (vudú haitiano, obeah, candomblé y santería), así como danzas y estilos musicales (yan valu, arará).[cita requerida]
En las colonias francesas, tales como Saint-Domingue (actualmente Haití), los misioneros cristianos confiscaron y quemaron estatuas y objetos religiosos del pueblo fon, pero esto no acabó con sus prácticas. Los fon reconstruyeron sus íconos nuevamente. El pueblo fon y su gobierno han revertido los intentos coloniales de cambiarlos culturalmente. Tras el final de la era colonial, el 10 de enero ha sido declarado feriado anual oficial en Benín dedicado a los dioses del vodún.

## Sociedad y cultura
Los fon son tradicionalmente agricultores asentados, que cultivan yuca, maíz y ñame como alimentos básicos. Los hombres preparan los campos y las mujeres cuidan y recogen la cosecha. La caza y la pesca son otras fuentes de alimentación, mientras que algunos miembros de la sociedad fon elaboran cerámicas, tejen ropa y elaboran utensilios de metal. Entre los cultivos comerciales, las plantaciones de aceite de palma son comunes en la región del pueblo fon. La cultura fon es patrilineal y permite la poliginia y el divorcio. Un hombre con múltiples esposas por lo general vivía en un complejo en el que cada esposa y sus hijos ocupaban una choza separada. Una colección de complejos formaba una aldea, generalmente liderada por un jefe hereditario. En tiempos contemporáneos, la vida tradicional basada en el clan patrilineal y las prácticas asociadas con ello son poco comunes.
Los funerales y los aniversarios de muerte para recordar a sus seres queridos son eventos importantes, que incluyen toques de tambores y bailes como una forma de duelo y de celebrar el comienzo de la vida como un espíritu por parte del difunto, y que pueden durar días.
La cultura fon ha incorporado la cultura e ideas compartidas con grupos étnicos que han sido sus vecinos históricos. Muchas de sus prácticas se encuentran también entre el pueblo yoruba, el pueblo akan, el pueblo ewé y otros.

### Las amazonas de Dahomey
Una tradición notable del pueblo fon fue el uso de mujeres soldados en roles de combate durante unos dos siglos; se les llamó «amazonas de Dahomey».  Contingentes de hasta más de 3000 mujeres sirvieron como guerreras regulares para proteger a los fon y expandir su alcance.  La brigada de mujeres guerreras era comandada por una mujer.
Dada la tradición oral del pueblo fon, no es claro desde cuándo hubo mujeres soldado en la sociedad fon.  Los primeros registros europeos, como los de Jean-Pierre Thibault, sugieren que la tradición se remonta a comienzos del siglo XVIII o incluso antes. Estos roles eran extraños para los viajeros europeos, y muchos académicos consideran que los más tempranos reportes europeos no son confiables.